# Théologie des deux alliances

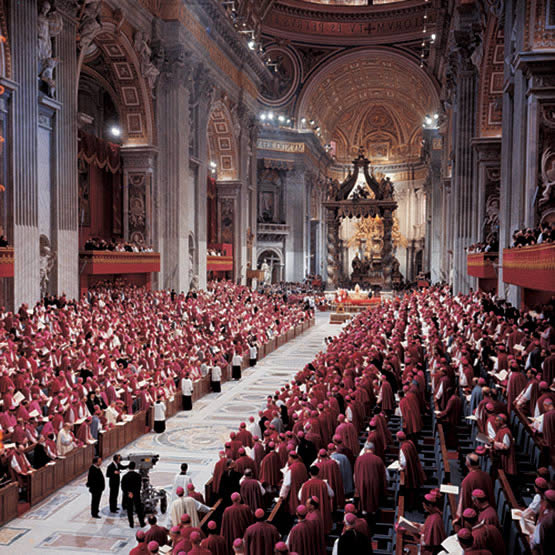
Le concile Vatican II réuni dans la basilique Saint-Pierre.

La théologie des deux alliances, ou théologie de la double alliance, est une doctrine de la théologie chrétienne, et plus particulièrement de l'Église catholique, selon laquelle Dieu n'a jamais rompu son alliance avec le peuple d'Israël. Par conséquent, l'Alliance du Premier Testament demeure valide en ce qui concerne le judaïsme : il n'y a pas lieu, pour les chrétiens, de chercher à convertir les juifs à la religion de Jésus-Christ.
Quand le concile Vatican II publie en 1965 la déclaration Nostra Ætate, par laquelle il rejette la théologie de la substitution, il pose les bases d'une nouvelle relation de l’Église catholique avec le peuple juif : celui-ci doit désormais être perçu comme toujours dépositaire d'une alliance avec Dieu après la Résurrection de Jésus. La tâche incombe alors aux théologiens d'harmoniser une double affirmation :  celle de la pérennité de la Première Alliance et celle de l'universalité du salut par le Christ. 
La nécessité d'élaborer un modèle apte à concilier ces deux propositions a entraîné depuis les années 1970 des débats où se sont exprimés des théologiens tels que Jean Daniélou, Yves Congar et Avery Dulles, jusqu'aux mises au point de Joseph Ratzinger et de Walter Kasper.

## Les enjeux théologiques

### Les deux voies d'accès

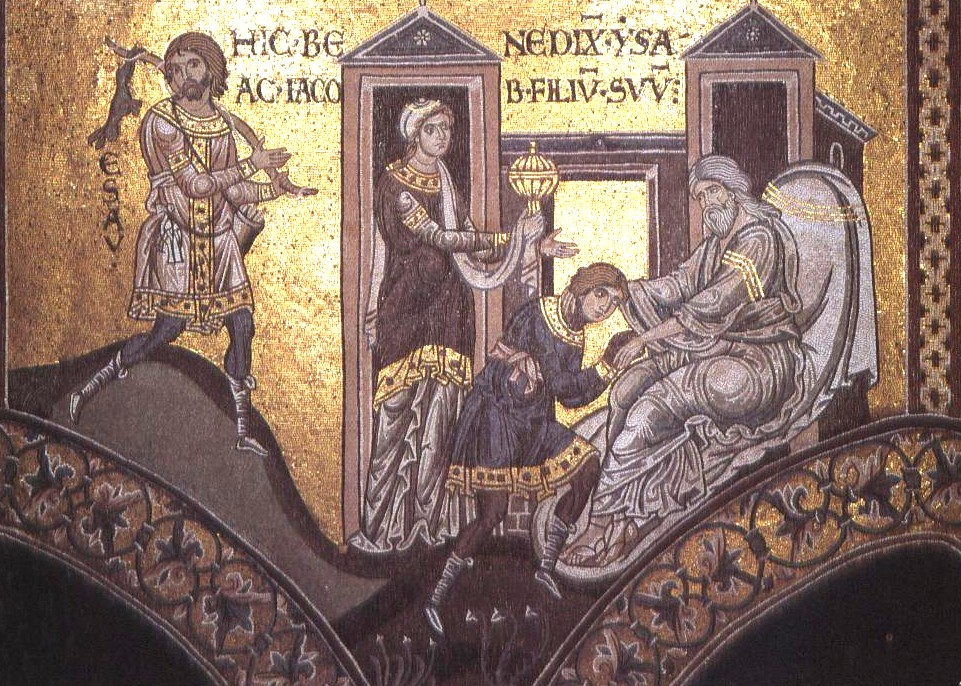
Cette mosaïque de la cathédrale de Monreale relaie un thème typique de la théologie de la substitution : Isaac bénissant Jacob au détriment d'Ésaü, qui a perdu son droit d'aînesse.

Pour le philosophe juif Franz Rosenzweig, le judaïsme ne saurait être le « précurseur » du christianisme car il s'inscrit en dehors de la temporalité. Le judaïsme et le christianisme constituent deux voies d’accès à la même vérité, toutes deux d'une égale dignité. Dans L'Étoile de la Rédemption (1921), Rosenzweig écrit que « le christianisme reconnaît le Dieu des Juifs, non pas comme Dieu mais comme "le Père de Jésus-Christ". Le christianisme lui-même se rattache au "Seigneur" parce qu'il sait que le Père ne peut être atteint que par lui... Nous sommes tous entièrement d'accord sur ce que le Christ et son Église veulent signifier au monde : nul ne peut atteindre le Père que par lui. Nul ne peut atteindre le Père ! Mais la situation est différente pour ceux qui n'ont pas à atteindre le Père parce qu'il est déjà avec eux. Et cela s'applique au peuple d'Israël ».
Or la doctrine de la validité des deux alliances est en opposition frontale avec la théologie de la substitution, ou supersessionisme, qui a prévalu dans le catholicisme jusqu'au concile Vatican II et selon laquelle le christianisme se substituait au judaïsme, l'Église chrétienne devenant le « véritable Israël » (verus Israel) au détriment de l'« ancien Israël » (vetus Israel),.

### Le «mystère d'Israël»
La question de la permanence du peuple juif et, partant, de sa religion interroge depuis des siècles les théologiens catholiques, qui y voient un  « mystère » religieux. Le terme est employé, entre autres, par Pascal dans ses Pensées (1670) et par Bossuet dans son Discours sur l'histoire universelle (1681). Cette expression figure encore, quelques années avant le concile Vatican II, chez plusieurs auteurs catholiques, en particulier le prêtre jésuite Joseph Bonsirven, et au moment du concile chez le philosophe Jacques Maritain  (Le Mystère d'Israël et autres essais, 1965). Maritain ne s'inspire pas de Bonsirven mais, comme lui, se réfère à Bossuet.
Lorsque Bonsirven écrit, sous la direction de Charles Journet, le dernier chapitre de Israël et la foi chrétienne (1942), qu'il intitule « Le mystère d' Israël », il constate que les Juifs, malgré les nombreuses vicissitudes qu'ils ont subies au cours des siècles, ont subsisté : « Dieu ne les a pas supprimés et, alors que tant de fois ils auraient dû disparaître, il les a sauvegardés, les réservant pour une tâche que nous ne pouvons définir ». Quelques années plus tôt, dans Sur les ruines du Temple (1928), Bonsirven s'était pourtant efforcé de préciser cette « tâche » : loin d'être une religion dépassée, dépréciée, disqualifiée, le judaïsme demeure d'actualité parce que, tout comme le christianisme, il a « puisé à la même source divine, la révélation du Sinaï, la prédication des prophètes ». Cependant, pour Bonsirven, le peuple juif a failli à sa mission, qui était de renoncer à son identité particulière afin de s'ouvrir à l'universalité du nouveau peuple de Dieu, c'est-à-dire l’Église chrétienne.
Selon Maritain, le « mystère d'Israël » est « du même ordre que le mystère du monde et le mystère de l'Église. Au cœur, comme eux, de la Rédemption ». Il discerne toutefois dans ce rapprochement « une sorte d'analogie renversée », où un « mystère nocturne » (celui d'Israël) correspond à un « mystère matutinal » (celui de l'Église). Nocturne est pour Maritain le destin d'Israël qui continue d'attendre le Messie et dont la communion « n'est pas la communion des saints mais la communion de l'Espérance terrestre ». Et Maritain d'ajouter : « La foncière carence de leur communion mystique, c'est l'inintelligence de la croix, le refus de la croix, et donc de la transfiguration. » À cause de ses dirigeants qui n'ont pas reconnu le Christ, Israël a « trébuché » et son corps mystique « est une Église infidèle et répudiée [...], répudiée comme Église, non comme peuple. Et toujours attendue de l'Époux, qui n'a cessé de l'aimer ». Ces réflexions sont qualifiées d'« audacieuses » par Pierre d'Ornellas, qui avoue sa perplexité face à la conclusion de Maritain où s'opposent « "une réalité surnaturelle" que serait l'Église et "une réalité de ce monde" que serait Israël ». 
Lorsque le Dicastère pour la promotion de l'unité des chrétiens publie en décembre 1974 les Orientations et suggestions pour l'application de la déclaration conciliaire Nostra Ætate § 4, le Magistère de l'Église catholique demande aux juifs de définir leur propre perception du « mystère d'Israël ».

## Nostra Ætateet lesOrientations pastorales

### La réalité du lien
La question de la nature et de la profondeur du lien dont le christianisme se réclame vis-à-vis du judaïsme se pose avec une acuité grandissante à partir des années 1930, en particulier chez les représentants de la Nouvelle Théologie. Parmi eux, le prêtre jésuite Henri de Lubac écrit dans Israël er la foi chrétienne (1942) : 

« Combien cette histoire est nôtre depuis le jour de la Création ! La foi d'Abraham est déjà notre foi. En ses préceptes fondamentaux, la Loi de Moïse est encore notre loi. Les grands hommes d'Israël sont véritablement nos Pères. [...] Et partout, d'un bout à l'autre, la Fidélité de Dieu se révèle : "Le plan du Seigneur subsiste à jamais, et les desseins de son cœur d'âge en âge !" (Psaume 32:2). En vérité, tout cela est notre héritage. Tout cela est devenu notre chair. Nous ne souffrirons pas qu'on nous l'arrache. Et si l'on y touche en prétextant de l'antisémitisme, nous répéterons le cri, si parfaitement juste, du grand Pie XI : "Spirituellement, nous sommes tous des Sémites !" »

### Nostra Ætate

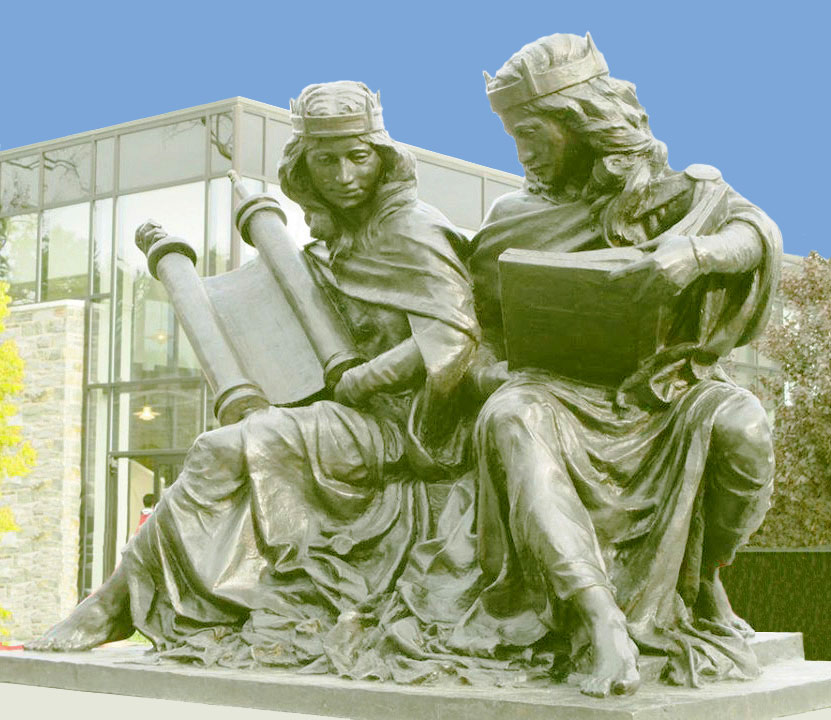
Synagoga and Ecclesia in Our Time (2015), sculpture de Joshua Koffman pour le cinquantenaire de Nostra Ætate. Contrairement aux représentations traditionnelles de Ecclesia et Synagoga, où la Synagogue apparaît déchue, les yeux aveuglés par un bandeau, l'œuvre montre ici le judaïsme et le christianisme sous l'apparence de deux reines couronnées, d'une égale majesté.

Le 28 octobre 1965, le concile Vatican II publie la déclaration Nostra Ætate, d'où ressortent plusieurs affirmations concernant les relations entre judaïsme et christianisme. En particulier, est infirmée la doctrine selon laquelle les juifs sont exclus de l’Alliance avec Dieu après la venue du Christ. La Première Alliance doit être considérée comme toujours valide et la théologie de la substitution doit être rejetée. En outre, Nostra Ætate souligne les liens positifs que Jésus entretenait avec l’enseignement juif de son époque. Si le Christ prend appui sur cette Première Alliance, elle ne saurait être révoquée.
Nostra Ætate indique dans son no 4 :

« L'Église ne peut oublier qu'elle a reçu la révélation de l'Ancien Testament par ce peuple avec lequel Dieu, dans sa miséricorde indicible, a daigné conclure l'antique Alliance. [...] L'Église a toujours devant les yeux les paroles de l'apôtre Paul sur ceux de sa race à qui appartiennent l'adoption filiale, la gloire, les alliances, la législation, le culte, les promesses et les patriarches, et de ce qui est né, selon la chair, le Christ (Rm 9, 4-5). »

### LesOrientations pastoralesde 1973
C'est sur ce no 4 que portent les Orientations et suggestions pour l'application de la déclaration conciliaire Nostra Ætate publiées le 1er décembre 1974 par le Dicastère pour la promotion de l'unité des chrétiens. L'année précédente, le 16 avril 1973, la Conférence des évêques de France avait fait paraître, sur le même thème, ses Orientations pastorales pour les relations avec le judaïsme. Traduites en une vingtaine de langues, les Orientations pastorales de 1973 ont connu un retentissement international et suscité de nombreuses polémiques dans le monde catholique, aussi bien à Rome qu'au sein de l'épiscopat français.
En grande partie, les Orientations pastorales s'inspirent d'un document rédigé en 1969 par le prêtre dominicain Bernard Dupuy et initialement destiné au Saint-Siège. Elles déclarent notamment : 

« Une catéchèse chrétienne véritable doit affirmer la valeur actuelle de la Bible tout entière. La première Alliance, en effet n'a pas été rendue caduque par la nouvelle. Elle en est la racine, la source, le fondement et la promesse. »

Les Orientations pastorales insistent sur plusieurs points. D'une part, la permanence ininterrompue du peuple et de la religion d'Israël, envisagée dans la perspective du judaïsme post-biblique, constitue un « signe » qu'il est nécessaire d'interpréter en des termes théologiques. D'autre part, le lien de l'Église avec Israël est celui que doivent entretenir deux communautés distinctes, sous la forme d'un dialogue, en tenant compte du fait que la Première Alliance n'a jamais été révoquée. Ensuite, les Orientations pastorales demandent aux chrétiens de comprendre le peuple juif « comme il se comprend lui-même », notamment à propos de la Diaspora et du retour en Terre d'Israël. Enfin, est récusée toute velléité de convertir les juifs au christianisme, car la Première Alliance est « une "Alliance éternelle", sans laquelle la "Nouvelle Alliance" n'aurait elle-même pas d'existence » : Israël conserve sa mission universelle auprès des nations et son rôle dans l'accomplissement ultime de l'économie du salut voulu par Dieu.

### Le débat autour desOrientations pastorales
Autant les Orientations pastorales ont d'emblée été saluées par le monde juif et par les milieux du dialogue judéo-chrétien, autant elles ont été fraîchement accueillies dans la sphère catholique. Plus encore que sur la mention de la Terre d'Israël, plus même que sur le renoncement à l'évangélisation des juifs, les critiques ont porté sur la pérennité de la mission d'Israël après la Résurrection de Jésus et, par voie de conséquence, sur ce qui pouvait apparaître comme une négation de l'universalité du salut par le Christ. Dans plusieurs Églises  catholiques orientales comme au sein de l'épiscopat français, le texte a semblé entaché d'ambiguïtés d'ordre exégétique et théologique, non sans s'attirer également des critiques d'une nature plus politique en raison du conflit israélo-palestinien.
Si le dominicain Pierre Benoit reprend à cette occasion la thématique du verus Israel en affirmant que « l'Église chrétienne ne peut reconnaître en [Israël] une Église également valable selon le dessein de Dieu » ni « accorder au peuple juif d'être encore le peuple élu » parce que « le judaïsme n'est plus le même depuis qu'il a refusé Jésus-Christ » et que « l'Église du Christ se sait le véritable Israël », c'est surtout un article du jésuite Jean Daniélou qui déploie l'argumentation la plus médiatisée. Voyant les Orientations s'engager « dans une théologie contestable du rôle actuel du peuple juif dans l'histoire du salut », Jean Daniélou réfute l'idée d'une « élection particulière », d'une élection du peuple juif qui soit « coextensive à toute l'histoire » car « c'est toute l'humanité qui a été originellement appelée par Dieu », autrement dit tous les peuples « aujourd'hui rassemblés dans l'Église ». Par-dessus tout, il reproche à ce texte d'inviter les chrétiens à porter un nouveau regard sur le judaïsme « non seulement dans l'ordre des rapports humains, mais aussi dans l'ordre de la foi » et conclut : « Nous n'avons pas le droit de changer la foi, mais seulement de reconnaître les valeurs dans le judaïsme comme dans les autres religions ».
Devant l'ampleur des réactions négatives, le Comité épiscopal pour les relations avec le judaïsme charge le dominicain Yves Congar de rédiger un article afin d'expliquer en quoi réside la valeur du judaïsme après la Résurrection. Si les Orientations reconnaissent cette valeur, un chrétien, cependant, « ne peut pas ne pas souhaiter que les juifs reconnaissent Jésus de Nazareth comme Messie ». La Première Alliance, celle que Dieu a conclue avec le « peuple sacerdotal » et que le Christ a assumée, s'adresse en premier lieu aux juifs puis aux nations, mais, poursuit Congar, « il n'existe pas deux régimes de salut parallèles, celui de l'alliance sinaïtique et de la Loi, celui de la foi en Jésus-Christ ». Toutefois, à la différence de Daniélou, Congar réfute la notion d'Église universelle dans laquelle se fondrait Israël : bien au contraire, il affirme la persistance d'une dualité (les juifs et les nations) qui subsistera « tant que [la] plénitude [du salut universel] ne sera pas atteinte ». En d'autres termes, l'élection d'Israël ne s'achèvera qu'à la fin des temps et cette permanence dans l'histoire du salut s'explique par son statut de « peuple témoin » – mais dans une acception bien différente du sens que lui donnait Augustin : pour Congar, comme le résume Thérèse M. Andrevon, « Israël est témoin des commencements qui n'auront pas de fin, témoin de la fidélité de Dieu, un peuple qui sanctifie le nom de Dieu jusqu'au martyre, témoin de l'inachèvement du dessein de Dieu ».

## L'Alliance non révoquée

### La fin du supersessionisme
L'abandon du supersessionisme par l'Église catholique est acté par le cardinal allemand Joseph Ratzinger avant même son élection pontificale, alors qu'il est préfet de la Congrégation pour la doctrine de la foi. Il en va de même pour Jean-Paul II, dont l'allocution adressée aux dirigeants des communautés juives d'Allemagne (Mayence, 17 novembre 1980) évoque le « peuple de Dieu de l'Ancienne Alliance, qui n'a jamais été révoquée par Dieu » :

« La rencontre entre le peuple de Dieu de l'Ancienne Alliance que Dieu n'a jamais dénoncée (Rm 11, 29) et celui de la Nouvelle Alliance, est en même temps un dialogue à l'intérieur de notre Église, pour ainsi dire entre la première et la seconde partie de notre Bible [...]. La deuxième dimension de notre dialogue est la rencontre entre l'Église chrétienne d'aujourd'hui et le peuple de l'Alliance conclue avec Moïse. »

La Nouvelle Alliance ne se substitue pas à l'Ancienne : au contraire, elle s'inscrit dans l'alliance éternelle de Dieu avec le peuple juif, que Jésus a renouvelée. Il appartient aux chrétiens, par pure grâce, d'entrer, par le Christ et le mystère de la rédemption, dans cette alliance éternelle.
De même, dans son exhortation apostolique Evangelii gaudium (2013), le pape François reprend les concepts d'Alliance irrévocable et de fidélité du peuple juif à la Loi de Moïse déjà rappelés par le cardinal Walter Kasper en mai 2001.

### L'universalité du salut en Jésus-Christ
Le document intitulé « Les dons et l'appel de Dieu sont irrévocables », publié en 2015 par le Magistère de l'Église catholique, se réfère notamment aux chapitres 9 et 11 de l'Épître aux Romains. Aux sections 5 et 6, il traite des questions liées à l'universalité du salut en Jésus-Christ, dans la perspective de l'Alliance de Dieu avec Israël, et au mandat d'évangélisation par rapport au judaïsme. Il souligne qu'il ne saurait exister deux voies ou approches différentes menant au salut mais précise que la mission salvifique universelle de Jésus-Christ ne signifie en rien que les juifs soient exclus du salut, le Christ étant venu sauver les gentils mais aussi les juifs (35, 36, 37).

### La question de l'évangélisation
Il ne s’agit pas de s'efforcer de convertir les juifs, « mais plutôt d’attendre l’heure voulue par le Seigneur où nous serons tous unis et où "tous les peuples [l’]invoqueront […] d’une seule voix et le serviront sous un même joug" (Nostra Ætate, n. 4) ». Il convient toutefois de ne pas surinterpréter le fait que « l’Ancienne Alliance n’a jamais été révoquée », phrase prononcée par Jean-Paul II dans son discours de Mayence, en 1980, et confirmée par le Catéchisme de l’Église catholique en 1993 (39). En conclusion, « alors que l’Église rejette par principe toute mission institutionnelle auprès des juifs, les chrétiens sont néanmoins appelés à rendre témoignage de leur foi en Jésus-Christ devant les juifs, avec humilité et délicatesse, en reconnaissant que les juifs sont dépositaires de la Parole de Dieu et en gardant toujours présente à l’esprit l’immense tragédie de la Shoah » (40).

### Documents de l'Église catholique
Les documents ci-dessous sont classés par ordre chronologique.
- Conférence des évêques de France, Orientations pastorales du Comité épiscopal pour les relations avec le judaïsme, 16 avril 1973
- Dicastère pour la promotion de l'unité des chrétiens, Orientations et suggestions pour l'application de la déclaration conciliaire Nostra Ætate § 4, 1er décembre 1974
- Dicastère pour la promotion de l'unité des chrétiens, Notes pour une correcte présentation des juifs et du judaïsme dans la prédication et la catéchèse de l'Église catholique, mai 1985
- Commission biblique pontificale, Le Peuple juif et ses Saintes Écritures, Typographie vaticane, Libreria Editrice Vaticana, 2001
- Dicastère pour la promotion de l'unité des chrétiens, Les dons et l'appel de Dieu sont irrévocables, 50e anniversaire de Nostra Ætate, 2015
- Conférence des évêques de France, La Permanence d'Israël. Interroge-t-elle notre identité chrétienne ?  Extraits du colloque du SNRJ et du SNCC (20-21 mars 2023), « Documents Épiscopat » no 7, janvier 2024, 94 pages

### Ouvrages
- Thérèse M. Andrevon (dir.), Permanence d'Israël et silence de la théologie, Parole et Silence, 2020  (ISBN 9782889591251)
- Thérèse M. Andrevon, Une théologie à la frontière. L'Église et le peuple juif depuis le concile Vatican II, 2 vol., Domuni, 2018  (ISBN 9782366480764) et  (ISBN 9782366480788)
- Danielle Cohen-Levinas et Antoine Guggenheim (dir.), L'Antijudaïsme à l'épreuve de la philosophie et de la théologie, Seuil, 2016  (ISBN 978-2-02-129548-1)
- Philip Cunningham et al. (éd.), Christ Jesus and the Jewish People Today : New Explorations of Theological Interrelationships, Eerdmans, Grand Rapids/Cambridge, 2011
- Jean Dujardin, Catholiques et Juifs : Cinquante ans après Vatican II, où en sommes-nous ?, Albin Michel, 2012  (ISBN 978-2226241955)
- Jean-Miguel Garrigues, op,  L'Impossible Substitution : juifs et chrétiens (Ier – IIIe siècles), Les Belles Lettres, 2023 (1969)
- Jean-Miguel Garrigues (dir.), L'Unique Israël de Dieu, Critérion, Paris, 1987.
- Mark S. Kinzer (préf. Christoph Schönborn), Scrutant son propre mystère : "Nostra aetate", le peuple juif et l'identité de l'Église, Parole et Silence, 2016, 312 p. (ISBN 978-2-88918-810-9, BNF 45242465)
- Franz Mussner, Traité sur les Juifs, « Cogitatio fidei » 109, éd. du Cerf, Paris, 1981
- Pierre d'Ornellas et Jean-François Bensahel, Juifs et chrétiens, frères à l'évidence. La paix des religions, éditions Odile Jacob, 2015
- Michel Remaud, Du neuf et de l'ancien (préf. Jean Massonnet), Parole et Silence, 2017  (ISBN 978-2-88-918-946-5)
- Olivier Rota (dir.), Mireille Hadas-Lebel (préf.), Histoire et théologie des relations judéo-chrétiennes : Un éclairage croisé, Parole et Silence, 2015  (ISBN 978-2-88918-390-6)
- Bernard Sesboüé, sj, Jésus-Christ, l'unique médiateur. Essai sur la rédemption et le salut, Desclée, 1988  (ISBN 9782718909721)
- Bernard Sesboüé, sj, « Hors de l’Église pas de salut » : Histoire d'une formule et problèmes d'interprétation, Desclée de Brouwer, 2004

### Articles en ligne
- Philippe Capelle-Dumont, « Philosophie et christianisme : l’alliance renouvelée », Recherches de science religieuse 91/3 (2017), p. 315-325
- Pauline Dawance, « Conformément aux Écritures, une unique Alliance en deux Testaments », L’Oasis no 23 : Jésus, un juif ?, Conférence des évêques de France
- Avery Dulles, s.j., « Covenant and Mission », America, 21 octobre 2002
- René Frey, « Introduction à la théologie de la nouvelle alliance. Recension », Institut biblique de Bruxelles
- Michel Johner, « Aux fondements de l’alliance de grâce : la promesse faite à Abraham. Essai de conceptualisation », La Revue réformée no 277
- John T. Pawlikowski, « La christologie comme clé d’une théologie "post-substitutive" du judaïsme après Nostra ætate », Recherches de science religieuse, vol. 105, no 1,‎ 2017, p. 15–38 (ISSN 0034-1258, DOI 10.3917/rsr.171.0015, lire en ligne)
- Joseph Ratzinger, « La théologie de l'Alliance dans le Nouveau Testament », communication à l'Académie des sciences morales et politiques, 23 janvier 1995
- Joseph Ratzinger, « Les dons et l’appel sans repentir. À propos de l’article 4 de la déclaration Nostra Aetate », Communio 2018/5 (n° 259), p. 123-145
- Jacques Scheuer, s.j., « L’Église catholique et les croyants des autres religions. De l'élaboration de Nostra Aetate à nos jours », Nouvelle Revue théologique, vol. 135, no 2,‎ 2013 (lire en ligne)
- Ceslas Spicq, op, « La théologie des deux alliances dans l'épître aux Hébreux », Revue des sciences philosophiques et théologiques, 33:15-30, 1949
- (en) Institute for Jewish-Catholic Relations,, « Synagoga and Ecclesia in Our Time | Institute of Jewish-Catholic Relations | Saint Joseph's University », sur www.sju.edu (consulté le 29 novembre 2024)

### Vetus Israel, verus Israel
- Bernhard Blumenkranz, « Marcel Simon. Verus Israel. Étude sur les relations entre chrétiens et juifs dans l'Empire romain (135-425) », compte rendu, Revue de l'histoire des religions, 1950, no 137-1, p. 111-114
- André Neher, « Marcel Simon. Verus Israel. Étude sur les relations entre chrétiens et juifs dans l'Empire romain (135-425) », compte rendu, Revue des études juives, 1948, no 109, p. 124-128
- Gedaliahu G. Stroumsa, « "Vetus Israel" : Les Juifs dans la littérature hiérosolymitaine d'époque byzantine », Revue de l'histoire des religions, 1988, no 205-2, p. 115-131